# Taylor megye (Iowa)
Taylor megye az Amerikai Egyesült Államokban, azon belül Iowa államban található. Megyeszékhelye Bedford. Lakosainak száma 5896 fő (2020. április 1.). Taylor megye Adams, Nodaway, Page, Montgomery, Union, Ringgold és Worth megyékkel határos.

## Népesség
A megye népessége az elmúlt években az alábbi módon változott:
| Lakosok száma | 6308 | 6252 | 6206 | 6161 | 6205 | 5896 |
|               | 2010 | 2011 | 2012 | 2013 | 2015 | 2020 |